# Lillkyrka socken, Östergötland
Lillkyrka socken i Östergötland ingick i  Åkerbo härad, ingår sedan 1971 i Linköpings kommun och motsvarar från 2016 Lillkyrka distrikt.
Socknens areal är 8,89 kvadratkilometer, varav 6,73 land. År 2000 fanns här 47 invånare. Sockenkyrkan Lillkyrka kyrka ligger i socknen. 

## Administrativ historik
Lillkyrka socken har medeltida ursprung.
Vid kommunreformen 1862 övergick socknens ansvar för de kyrkliga frågorna till Lillkyrka församling och för de borgerliga frågorna till Lillkyrka landskommun. Landskommunen inkorporerades 1952 i Åkerbo landskommun och uppgick 1971 i Linköpings kommun. Församlingen uppgick 1 januari 2009 i Åkerbo församling.
1 januari 2016 inrättades distriktet Lillkyrka, med samma omfattning som församlingen hade 1999/2000.  
Socknen har tillhört samma fögderier och domsagor som Åkerbo härad.  De indelta soldaterna tillhörde  Första livgrenadjärregementet, Livkompanit och Andra livgrenadjärregementet, Linköpings kompani

## Geografi
Lillkyrka socken ligger söder om Roxens östra del. Socknen som är Östergötlands minsta, består av bördig slätt med sankmark vid Roxens stränder.

## Fornlämningar

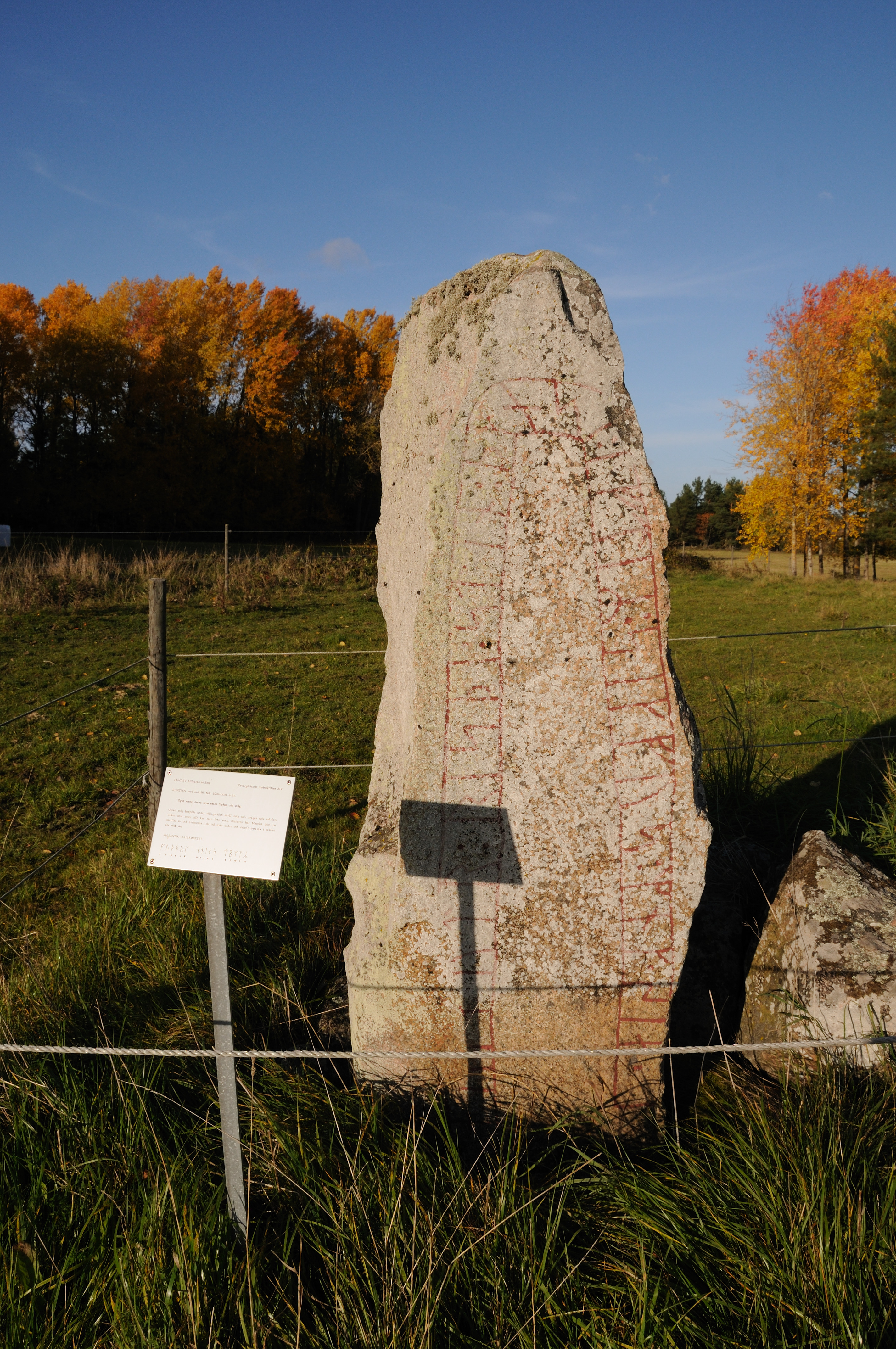
Östergötlands runinskrifter 219

Kända från socknen är fem gravfält, några domarringar och stensträngar från järnåldern. En runristning är känd från vid Övre Lundby.

## Namnet
Namnet (1430 Litla kirkio) kommer från kyrkan, som har uppfattats som liten i jämförelse med grannkyrkorna.

### Fotnoter
1. 1 2  Svensk Uppslagsbok andra upplagan 1947–1955: Lillkyrka socken
2. 1 2  Harlén, Hans; Harlén Eivy (2003). Sverige från A till Ö: geografisk-historisk uppslagsbok. Stockholm: Kommentus. Libris 9337075. ISBN 91-7345-139-8
3. ↑  ”Församlingar”. Statistiska centralbyrån. https://www.scb.se/hitta-statistik/regional-statistik-och-kartor/regionala-indelningar/forsamlingar/. Läst 30 december 2022.
4. ↑  Administrativ historik för Lillkyrka socken (Klicka på församlingsposten). Källa: Nationella arkivdatabasen, Riksarkivet.
5. 1 2  Sjögren, Otto (1931). Sverige geografisk beskrivning del 2 Östergötlands, Jönköpings, Kronobergs, Kalmar och Gotlands län. Stockholm: Wahlström & Widstrand. Libris 9939
6. 1 2  Nationalencyklopedin
7. ↑  Fornlämningar, Statens historiska museum: Lillkyrka socken, Östergötland
8. ↑  Fornminnesregistret, Riksantikvarieämbetet: Lillkyrka socken, Östergötland Fornminnen i socknen erhålls på kartan genom att skriva in sockennamn (utan "socken") i "Ange geografiskt område"
9. ↑  Mats Wahlberg, red (2003). Svenskt ortnamnslexikon. Uppsala: Institutet för språk och folkminnen. Libris 8998039. ISBN 91-7229-020-X. https://isof.diva-portal.org/smash/get/diva2:1175717/FULLTEXT02.pdf